# Jean-Luc Bennahmias

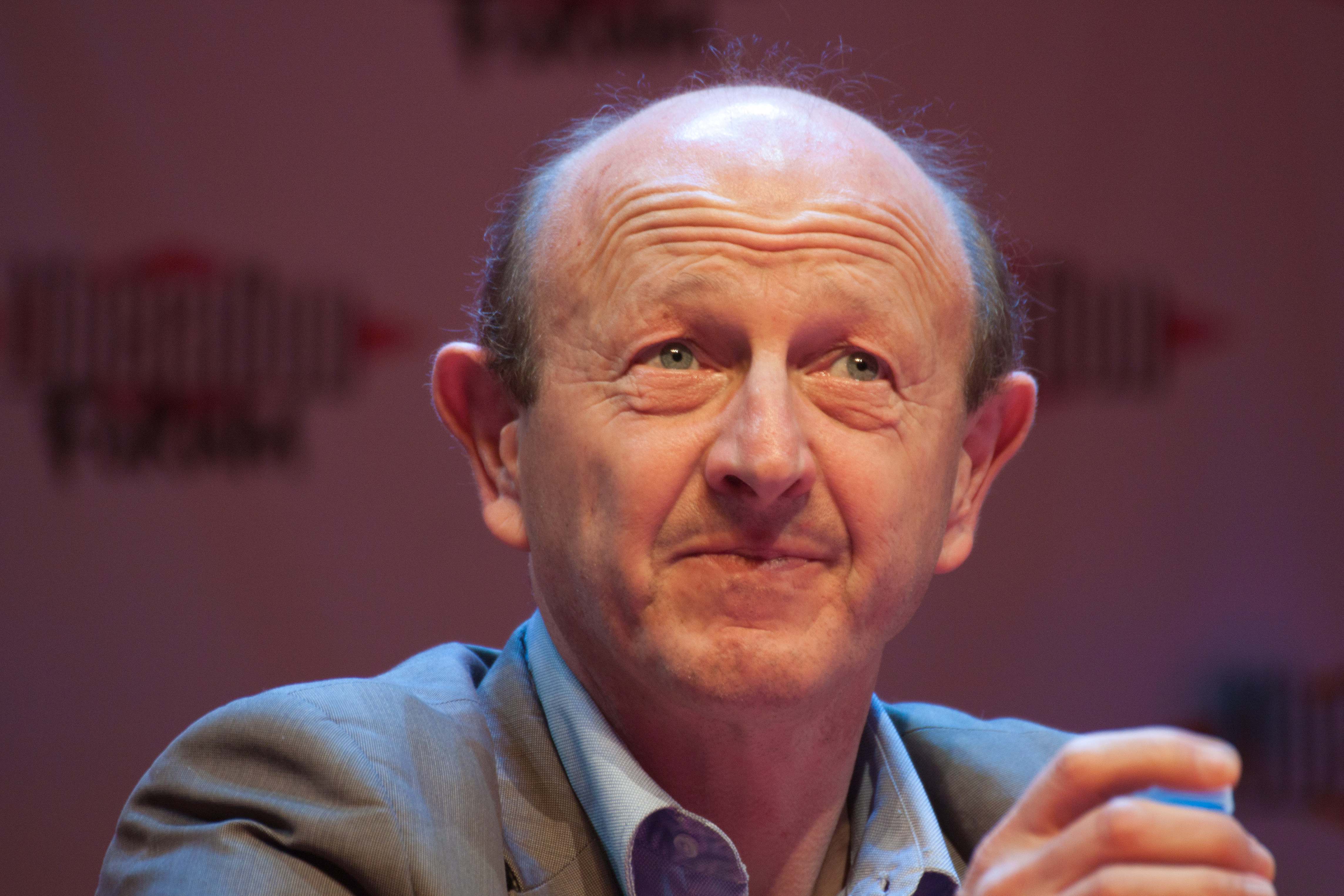
Jean-Luc Bennahmias 2012

Jean-Luc Bennahmias (* 2. Dezember 1954 in Paris) ist ein französischer Politiker. Im Jahr 2015 gründete er die Partei Front démocrate, deren Vorsitzender er seither ist.

## Laufbahn
Nach einer Ausbildung als Techniker arbeitete er von 1974 bis 1994 als Journalist, zuletzt von 1990 bis 1994 beim Blatt Verts Europe.
Bennahmias trat 1985, kurz nach ihrer Gründung der französischen Grünen Partei (Les Verts) bei.
Von 1997 an war Bennahmias Sekretär der Grünen Partei, überließ den Posten aber im Juni 2001 Dominique Voynet. Er war von 1999 bis 2004 Mitglied des Conseil économique et social (Wirtschafts- und Sozialrat), eines Verfassungsorgans, das die Regierung in Wirtschafts- und Sozialfragen berät.
2004 wurde er für die Grünen in den Regionalrat der Region Provence-Alpes-Côte d’Azur gewählt und war dort deren Fraktionsvorsitzender. Im gleichen Jahr wurde Bennahmias Mitglied des Europäischen Parlaments. In Straßburg war er Mitglied des Ausschusses für Beschäftigung und soziale Angelegenheiten und der Delegation für die Beziehungen zu Südafrika.
Nach der Präsidentschaftswahl 2007 wechselte er zum Mouvement démocrate (MoDem). Er wurde zum Spitzenkandidat im Wahlkreis Süd-Ost bei der Europawahl in Frankreich 2009 ernannt. Im Jahr 2015 kam es zum Bruch mit der Parteiführung des MoDem, nachdem Bennahmias entgegen der Parteilinie den Sozialisten Patrick Mennucci bei der Bürgermeisterwahl in Marseille unterstützt hatte. Bennahmias gründete daraufhin am 27. September 2015 in Paris eine eigene Partei, Front démocrate, deren Vorsitzender er wurde.
Am 7. Dezember 2016 erklärte Bennahmias seine Kandidatur bei den Vorwahlen der links-grünen Parteien für die Auswahl des gemeinsamen Kandidaten bei der Präsidentschaftswahl 2017.

## Politische Mandate
- 1992–1996: Regionalrat von Île-de-France
- 1999–2004: Mitglied im Conseil économique et social
- seit 2004: Regionalrat von Provence-Alpes-Côte d’Azur
- seit 2004: Mitglied des Europaparlaments

Als Mitglied des Europaparlaments ist Bennahmias Mitglied im Ausschuss für Beschäftigung und soziale Angelegenheiten sowie Stellvertreter im Haushaltsausschuss sowie in der Delegation für die Beziehungen zu den Vereinigten Staaten und in der Delegation für die Beziehungen zu Australien und Neuseeland.